# Aulas
Aulas es una comuna y población de Francia, en la región de Languedoc-Rosellón, departamento de Gard, en el distrito y cantón de Le Vigan. Está integrada en la Communauté de communes du Pays Viganais.

## Demografía
| 384 | 308 | 296 | 338 | 386 | 391 |
| Para los censos de 1962 a 1999 la población legal corresponde a la población sin duplicidades (Fuente: INSEE [Consultar]) |     |     |     |     |     |